# Jordan Minew
Jordan Miłczew Minew (bułg. Йордан Милчев Минев, ur. 14 października 1980 w Pazardżiku) – bułgarski piłkarz grający na pozycji prawego lub lewego obrońcy. Od 2017 roku jest zawodnikiem klubu Botew Płowdiw. Jest bliźniakiem Weselina Minewa, także piłkarza i reprezentanta kraju.

## Kariera klubowa
Swoją karierę piłkarską Minew rozpoczął w klubie Hebar Pazardżik. W sezonie 2000/2001 zadebiutował w jego barwach w pierwszej lidze bułgarskiej. Latem 2001 odszedł z Hebaru do Belasicy Petricz. W klubie tym występował do końca 2003 roku. Na początku 2004 roku został zawodnikiem Rodopy Smolan, w której spędził rundę wiosenną sezonu 2003/2004.
Latem 2004 roku Minew przeszedł do Botewa Płowdiw. W Botewie występował do 2008 roku. Wraz z początkiem 2009 roku zmienił klub i trafił do CSKA Sofia. W sezonie 2010/2011 zdobył z CSKA Puchar Bułgarii. W 2011 roku wrócił do Botewa, ale wiosną 2011 nie rozegrał w nim żadnego meczu.
Latem 2011 roku Minew podpisał kontrakt z Łudogorcem Razgrad. W jego barwach zadebiutował 6 sierpnia 2011 w zremisowanym 0:0 domowym meczu z Łokomotiwem Płowdiw. W sezonie 2011/2012 wywalczył wraz z klubem mistrzostwo oraz puchar kraju. Latem 2012 zdobył z Łudogorcem Superpuchar Bułgarii.
| Sezon   | Klub              | Kraj     | Rozgrywki | Mecze | Bramki |
| ------- | ----------------- | -------- | --------- | ----- | ------ |
| 2000/01 | Hebar Pazardżik   | Bułgaria | A PFG     | 4     | 0      |
| 2001/02 | Belasica Petricz  | Bułgaria | A PFG     | 22    | 1      |
| 2002/03 | Belasica Petricz  | Bułgaria | B PFG     | 9     | 0      |
| 2003/04 | Belasica Petricz  | Bułgaria | A PFG     | 12    | 0      |
| 2003/04 | Rodopa Smolan     | Bułgaria | A PFG     | 16    | 0      |
| 2004/05 | Botew Płowdiw     | Bułgaria | A PFG     | 11    | 0      |
| 2005/06 | Botew Płowdiw     | Bułgaria | A PFG     | 27    | 1      |
| 2006/07 | Botew Płowdiw     | Bułgaria | A PFG     | 29    | 1      |
| 2007/08 | Botew Płowdiw     | Bułgaria | A PFG     | 25    | 1      |
| 2008/09 | Botew Płowdiw     | Bułgaria | A PFG     | 13    | 1      |
| 2008/09 | CSKA Sofia        | Bułgaria | A PFG     | 11    | 0      |
| 2009/10 | CSKA Sofia        | Bułgaria | A PFG     | 25    | 1      |
| 2010/11 | CSKA Sofia        | Bułgaria | A PFG     | 6     | 0      |
| 2010/11 | Botew Płowdiw     | Bułgaria | A PFG     | 0     | 0      |
| 2011/12 | Łudogorec Razgrad | Bułgaria | A PFG     | 28    | 0      |
| 2012/13 | Łudogorec Razgrad | Bułgaria | A PFG     | 24    | 0      |
| 2013/14 | Łudogorec Razgrad | Bułgaria | A PFG     | 21    | 0      |
| 2014/15 | Łudogorec Razgrad | Bułgaria | A PFG     | 14    | 0      |
| 2015/16 | Łudogorec Razgrad | Bułgaria | A PFG     | 25    | 0      |
| 2016/17 | Łudogorec Razgrad | Bułgaria | A PFG     | 13    | 0      |
| 2017/18 | Botew Płowdiw     | Bułgaria | A PFG     | 27    | 0      |

## Kariera reprezentacyjna
W reprezentacji Bułgarii Minew zadebiutował 19 listopada 2008 roku w przegranym 1:6 towarzyskim meczu z Serbią, rozegranym w Belgradzie.